# Glen Tetley
Glen Tetley (Cleveland, 3 febbraio 1926 – Palm Beach, 26 gennaio 2007) è stato un danzatore e coreografo statunitense.
Il suo stile è eclettico e personale, improntato all'uso di varie tecniche di danza.
Tetley si avvicinò alla danza relativamente tardi, poiché i suoi studi iniziali erano indirizzati alla medicina. Una sera si recò a teatro per assistere al balletto Romeo e Giulietta del coreografo  Antony Tudor eseguito dall'American Ballet Theatre e lì decise che voleva diventare un ballerino.  Si trasferì quindi a New York  nel 1946 per studiare danza con Hanya Holm e fece parte della sua compagnia danzando a Broadway.  
Si diplomò in scienze nel 1948.
È stato uno dei fondatori del Joffrey Ballet e ballerino solista dell'American Ballet Theatre. 
Danzò inoltre con la compagnia di Martha Graham, di Doris Humphrey e José Limón. Fece parte del Nederlands Dans Theater dal 1962 al 1965 e ne divenne condirettore artistico nel 1969 insieme ad Hans Van Manen. Dal 1974 al 1976, Tetley danzò e collaborò con il Balletto di Stoccarda, succedendo alla guida della compagnia al coreografo John Cranko, prematuramente scomparso. A lui è dedicato uno dei balletti più famosi di Tetley, Voluntaries.
Dal 1987 al 1989 collaborò con il National Ballet of Canada, del quale era direttore Erik Bruhn proponendo vecchie e nuove coreografie. 
Coreografò più di 70 balletti per le maggiori compagnie di danza del mondo e fu di grande ispirazione per Chrisopher Bruce che interpretò il ruolo principale nell'opera più significativa di Tetley: "Pierrot Lunaire".
Coreografò per il Royal Danish Ballet, Royal Swedish Ballet, National Ballet of Norway, il Balletto dell'Opéra di Parigi, l'Australian Ballet, il London Festival Ballet, il Royal Ballet, il Ballet Rambert, l'American Ballet Theatre, il Balletto di Stoccarda, il Nederlands Dance Theatre, il National Ballet of Canada.

## Coreografie principali
- 1962: Pierrot Lunaire (mus. Arnold Schönberg)
- 1964: Sargasso
- 1964: The Anatomy Lesson (mus. Landowsky), ispirata al famoso quadro di Rembrandt
- 1966: Ricercare (mus. Mordecai Seter), un pas de deux
- 1968: Circles (mus. Luciano Berio)
- 1968: Embrace Tiger and Return to Mountain (mus. Morton Subotnik)
- 1969: Arena
- 1970: Imaginary Film (mus. Arnold Schönberg)
- 1970: Mutations , in collaborazione con Hans Van Manen (mus. di Stockhausen)
- 1970: Field Figures (mus. di Stockhausen)
- 1971: Threshold (mus. di Alban Berg)
- 1972: Laborintus (mus. Berio)
- 1973: Voluntaries (mus. di Francis Poulenc)
- 1974: Tristan (mus. Hans Werner Henze)
- 1974: Le Sacre du Printemps (mus. Igor' Fëdorovič Stravinskij)
- 1975: Greening
- 1975: Daphnis and Chloé (mus. di Maurice Ravel)
- 1977: Ziggurat (mus. di Stockhausen)
- 1977: Mythical Hunters
- 1977: Sphinx
- 1979: The Tempest (mus. Arne Nordheim), il suo unico balletto a serata intera
- 1980: Dances of Albion (mus. Benjamin Britten)
- 1982: Firebird (mus. Stravinsky)
- 1984: Revelation and Fall
- 1984: Pulcinella (mus. Stravinsky)
- 1987: Orpheus
- 1987: Alice
- 1988: La Ronde
- 1989: Tagore (mus. Alexander Zemlinsky)
- 1991: Dialogues
- 1994: Oracle